# 青色荧光蛋白

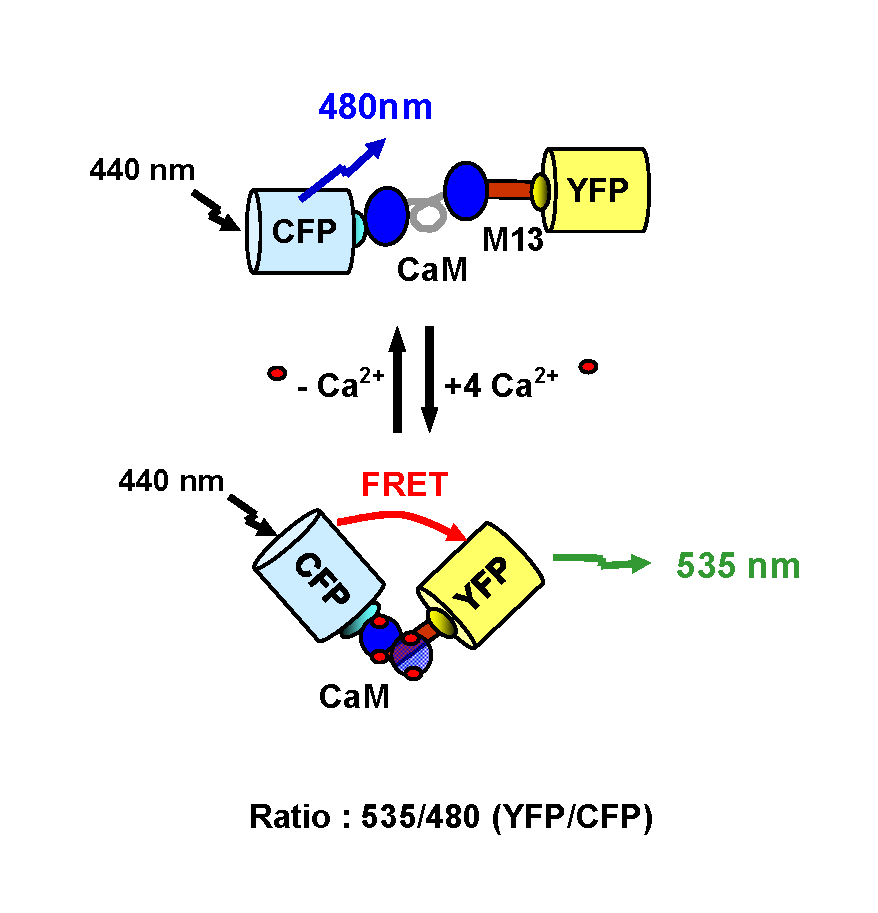
常见的CFP-YFP的FRET

青色荧光蛋白（缩写CFP）是一种绿色荧光蛋白（GFP）的变体，能发出青色荧光（激发峰约458nm，发射峰480nm），其与GFP的区别在于蛋白质序列145号位的酪氨酸变为丙氨酸，148号位的组氨酸变为天冬氨酸，广泛应用荧光共振能量转移（FRET）等各种生物医学研究。